# Penny Oleksiaková
Penelope „Penny“ Oleksiaková (* 13. června 2000 Toronto) je kanadská plavkyně. Jejími oblíbenými styly jsou kraul a motýlek, specializuje se na kratší tratě.

## Letní olympijské hry 2016
Na olympiádě 2016 v Rio de Janeiro zvítězila v závodě na 100 metrů volným způsobem v olympijském rekordu 52,70 s (o zlatou medaili i rekord se dělila se Simone Manuelovou z USA, když zaplavaly mrtvý závod). Získala také stříbro na 100 m motýlek a bronz ve štafetových závodech na 4×100 m a 4×200 m v. zp. Stala se v Riu prvním kanadským sportovcem, který získal čtyři medaile na jedné olympiádě. Je také vůbec první olympijskou vítězkou v individuální soutěži, jejíž rok narození začíná dvojkou. Byla poctěna právem nést kanadskou vlajku při závěrečném ceremoniálu olympiády. Za své olympijské úspěchy obdržela v roce 2016 Lou Marsh Trophy pro kanadského sportovce roku a stala se nejmladším nositelem ceny v historii.

## Další úspěchy
Je také dvojnásobnou mistryní světa v krátkém bazénu, když v roce 2016 ve Windsoru byla členkou vítězných domácích kraulařských štafet na 4×50 m a 4×200 m. Na mistrovství světa juniorů v plavání získala šest zlatých medailí (v roce 2015 vyhrála smíšenou štafetu a v roce 2017 závody žen 4×100 m v. zp, 4×200 m v. zp a 4×100 m polohový závod a smíšené závody 4×100 m v. zp a 4×100 m polohový závod). Je čtyřnásobnou kanadskou rekordmankou.

## Osobní život
Pochází z rodiny polských přistěhovalců. Má čtyři sourozence, starší bratr Jamie Oleksiak je hráčem National Hockey League. Svoji kočku pojmenovala Rio podle místa svého životního úspěchu a svého psa Jagr podle Jaromíra Jágra.

## Osobní rekordy

### 50 m bazén
- 50 m motýlek – 25,62, Budapešť, 29. července 2017
- 100 m motýlek – 56,46, Rio de Janeiro, 7. srpna 2016
- 200 m motýlek – 2:09,96, Vancouver, 3. června 2018
- 50 m volný způsob – 25,38, Uster, 4. února 2018
- 100 m volný způsob – 52,59, Tokio, 30. července 2021
- 200 m volný způsob – 1:54,70, Tokio, 27. července 2021

### 25 m bazén
- 100 m volný způsob – 52,01, Windsor, 8. prosince 2016